# Ingénierie forensique

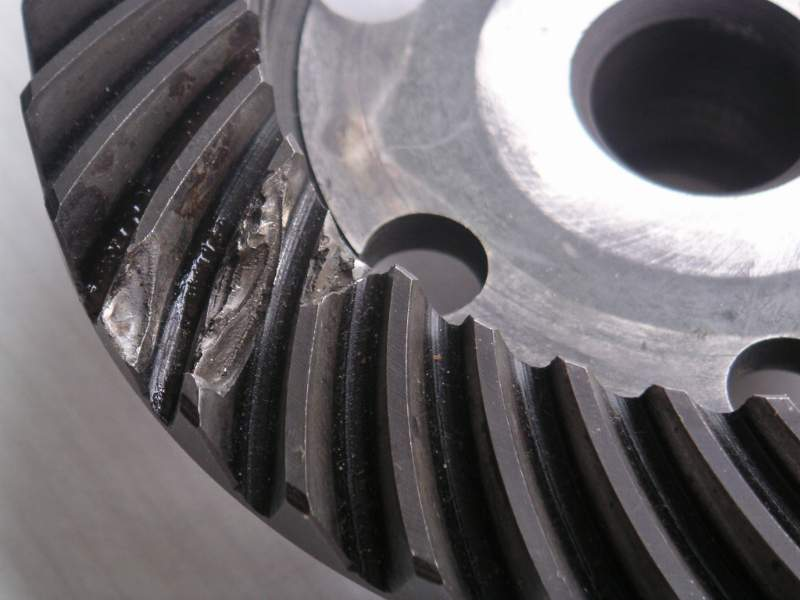
Dent cassée sur la roue spiro-conique d'une de boîte de vitesses automobile

L’ingénierie forensique a pour but d’anticiper les défaillances et d’améliorer les performances.

## Objet de l'ingénierie forensique
Elle a d’abord eu pour but la recherche des causes des défaillances pouvant se produire dans un processus industriel. Elle s’est d’abord attachée à étudier les causes de défaillance structurale, sans qu’il s’agisse nécessairement d’effondrement.
Pour ce faire elle se sert de tous les ressorts de l’ingénierie, tant scientifiques que technologiques, ainsi que des témoignages et des traces historiques, pour trouver une explication des défaillances afin de concourir à les éviter par la suite.
L’ingénierie forensique part alors des retours d’expérience de défaillances en les enrichissant d’une approche systémique dont le but est de mettre en évidence toute la chaîne des évènements d’un processus conduisant à la défaillance et de chercher à améliorer un ou plusieurs résultats.
Enfin elle prend en compte tous les aspects d’un processus industriel, techniques, mais également organisationnels, juridiques et socioéconomiques qui doivent être inclus dans la démarche.
L’apport de cette ingénierie concerne d’abord la recherche d’explications sur des cas bien documentés, pour lesquels il s’agit souvent (entre autres) d’identifier les causes des défaillances.
L’ingénierie forensique a aussi pour but d’améliorer globalement les pratiques professionnelles : 
- en identifiant des domaines (types de technologies ou de procédés) où la sécurité est insuffisante et en proposant de meilleures solutions ;
- en développant l’information et la formation des praticiens et des ingénieurs ;
- en faisant évoluer la réglementation.

L’ingénierie forensique est donc utilisée en sécurité industrielle.

## Applications en génie civil
Dans le domaine du génie civil, c’est elle qui est mise en œuvre dans l’étude des défaillances ayant entraînées l’effondrement des tours jumelles du World Trade Center à la suite des attentats du 11 septembre 2001.
Un autre exemple est donné par l’étude des causes ayant entraîné la rupture du pont de la Rivière Saint-Étienne.
De même pour l’étude des origines de la catastrophe du barrage de Malpasset.
Pendant longtemps l’état des sciences n’a pas permis de comprendre les causes réelles des catastrophes dues à des constructions faites par l’Homme :
- rupture du plus ancien barrage connu en Égypte ;
- instabilité dans la pyramide rhomboïdale de Snéfrou ayant conduit les constructeurs à en changer la pente au cours de la construction ;
- effondrement d’une partie du chœur de la cathédrale Saint-Pierre de Beauvais.

Les accidents n’ont pas trouvé, à l’époque, d’explications scientifiques mais ils ont conduit les constructeurs à établir des règles de construction, par exemple les ratios :
- épaisseur de la clé d’une d’arche d’un pont/ portée ;
- épaisseur des piles d’un pont/ portée de l’arche.

Plus près de nous, plusieurs ruptures de ponts et de structures ont fait l’objet de recherches de leurs causes pour améliorer la sécurité des constructions :
- rupture du pont de la Basse-Chaîne à Angers en 1850 ;
- catastrophe ferroviaire du pont sur le Tay en 1879,
- effondrements du pont de Québec ;
- effondrement du pont du détroit de Tacoma ayant mis en évidence les problèmes d’instabilité des structures mises en vibration par le vent due au couplage des périodes propres de vibrations du tablier suspendu avec celles provoquées par les phénomènes aéroélastiques du vent. Cette catastrophe a permis de comprendre ce phénomène dynamique de mise en résonance quand un couplage se produit et de la prendre en compte dans le dimensionnement de tous les ponts exceptionnels, ponts suspendus ou ponts à haubans comme le viaduc de Millau. Les profils des tabliers de ces ponts avec leurs superstructures sont étudiés dans des souffleries aérodynamiques pour optimiser leurs formes et éviter ce couplage ;
- effondrement du viaduc de la Concorde ;
- effondrement du pont suspendu de Sully-sur-Loire en 1985 ;
- effondrement du pont de Koror-Babeldaob ;
- études des phénomènes de couplage entre les périodes propres d’un tablier de passerelle piétonnière et la marche des piétons. Ce phénomène avait été constaté au moment de leur inauguration sur la passerelle Léopold-Sédar-Senghor à Paris, et la passerelle du Millenium à Londres. Les recherches entamées à la suite de la découverte de ce couplage ont montré que ce phénomène serait déjà apparu sur d’autres passerelles mais n’ayant pas reçu d’explication n’avait pas fait l’objet d’études. La nécessité de réduire ce phénomène rendant l’usage du pont désagréable pour les piétons a conduit à la mise en place d’amortisseurs dynamiques accordés (ADA) ;
- effondrement de la coque en béton armé de l’aérogare 2E de l’aéroport Paris-Charles-de-Gaulle le 23 mai 2004.

L’ingénierie forensique nécessite la mise en œuvre de toutes les sciences et techniques utilisées en ingénierie des structures : résistance des matériaux, mécanique des sols, génie parasismique, construction paracyclonique...

## Applications en génie industriel
Plusieurs catastrophes industrielles ont nécessité l’usage de l’ingénierie forensique pour déterminer l’enchaînement des défaillances :
- catastrophe de Bhopal ;
- catastrophe de Tchernobyl ;
- explosion de l’usine AZF de Toulouse ;
- catastrophe de Seveso ;
- catastrophe aérienne.

Ces catastrophes ont des origines à rechercher et à étudier pour essayer de les comprendre mais elles ont aussi des conséquences environnementales, humaines et économiques qu’il convient de prévenir.